# Yengisar
Yengisar är ett härad som lyder under prefekturen Kashgar i Xinjiang-regionen i nordvästra Kina. Det ligger omkring 1 100 kilometer sydväst om regionhuvudstaden Ürümqi.